# Darantasiella javanica
Darantasiella javanica är en fjärilsart som beskrevs av Walter Karl Johann Roepke 1943. Darantasiella javanica ingår i släktet Darantasiella och familjen björnspinnare. Inga underarter finns listade i Catalogue of Life.